# 松浦バスセンター

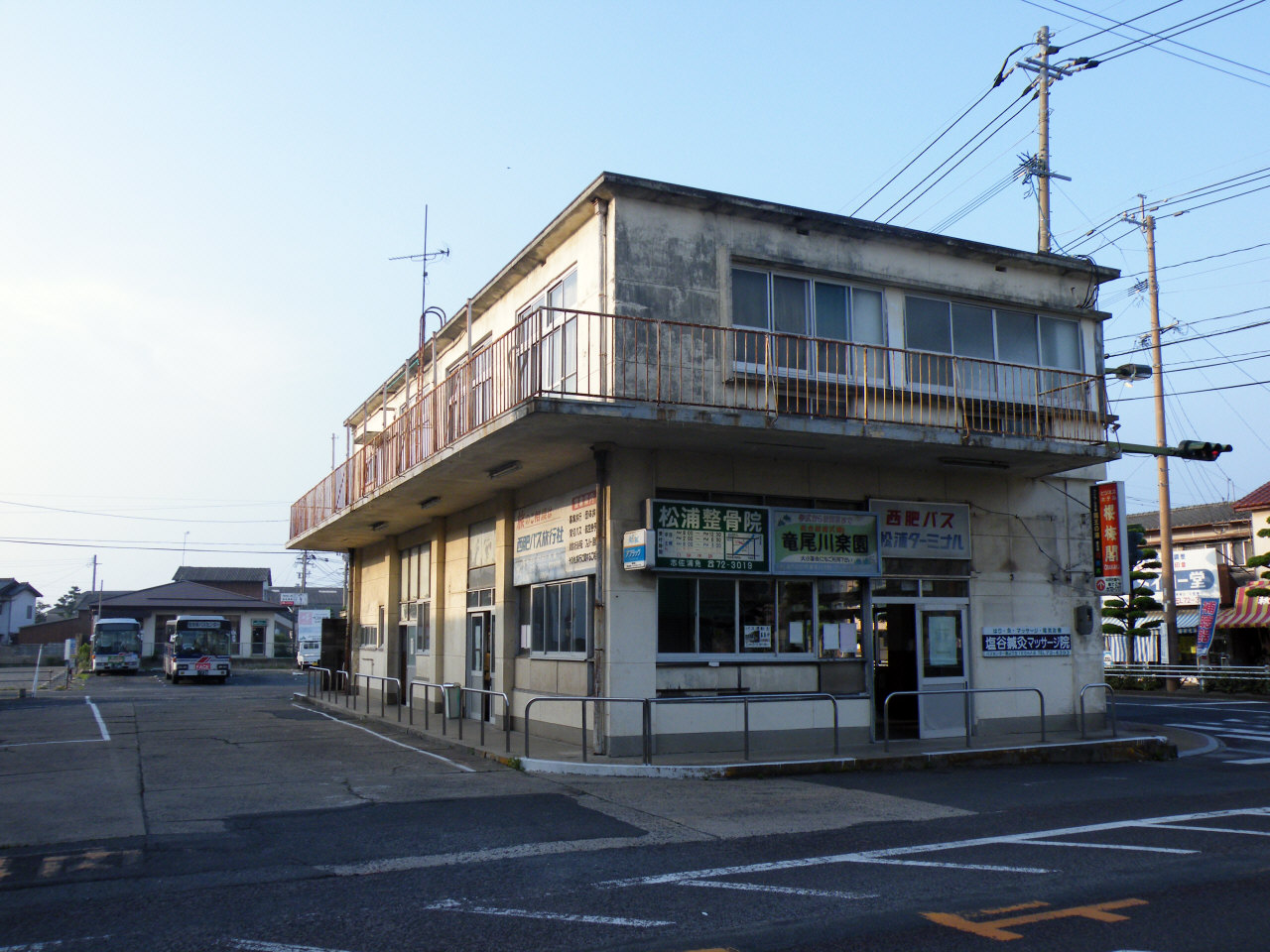
松浦バスセンター

松浦バスセンター（まつうらバスセンター）は、長崎県松浦市志佐町浦免にかつてあった西肥自動車（西肥バス）のバスターミナル。
2012年9月30日限りで路線バスの発着地が松浦交通センター（松浦鉄道西九州線松浦駅）に統合されたことにより閉鎖された。

## 概要
バスセンター建物は鉄筋コンクリート2階建てで、1階部分がバスセンターとして使用されていた。国道204号に面していて、松浦駅（松浦交通センター）とは約100mほど離れている。定期券・乗車券の発売窓口があり、平日9時 - 13時・14時 - 17時の間、長崎スマートカードや定期券を販売していた。売店はバスセンター閉鎖よりも以前に閉鎖されている。

## 発着していた路線
佐世保・世知原方面
- 松浦バスセンター - 福井 - 吉井 - 佐々バスセンター - 佐世保バスセンター（佐世保駅前）
- 松浦バスセンター - 笛吹 - 長坂 - 世知原

平戸方面
- 松浦バスセンター - 御厨駅前 - 平戸口駅前 - 平戸口桟橋 - 平戸桟橋

伊万里方面
- 松浦バスセンター - 調川駅前 - 今福 - 浦ノ崎駅前 - 伊万里駅前

すべて西肥自動車により運行されていた。かつては博多 - 唐津 - 平戸口桟橋間の特急バス（昭和自動車と共同運行。後に西肥自動車単独運行で平戸桟橋まで延長。）も停車していた。なお、西肥バス廃止区間の代替バスとして運行されている松浦観光バスは、松浦駅併設の松浦交通センター発着で松浦バスセンターには停車しなかった。

## 周辺
- 松浦駅（松浦交通センター）
- ながさき西海農業協同組合松浦支店
- ベスト電器松浦志佐店
- 松浦市文化会館
- 松浦市役所
- 松浦市立図書館
- 松浦市消防署本署
- 長崎県立松浦高等学校